# Поликарпов И-153
Поликарпов И-153 Чајка (рус. Чайка) је совјетски двокрилни ловачки авион који је био у ратном ваздухопловству Црвене армије. Одликовао се тиме што је заједно са авионом Фијат ЦР 42 Фалко, био најбржи ловачки двокрилац у оперативној употреби било којих ваздушних снага у свету. Исто тако био је јединствен међу серијским типовима ловачких авиона двокрилаца по својим увлачећим стајним органима.

## Развој
Авиони Поликарпов И-15 су повучени из производње 1935. године. Годину дана касније било је послато неколико примерака И-15с као испомоћ републиканцима током Шпанског грађанског рата, где су се прилично добро показали. Након тога је совјетско ваздухопловство преиспитало одлуку о прекиду производње овог двокрилца, па су донели нову одлуку да се развије напреднији авион И-15 нешто измењене и унапређене конструкције. И-153 је урађен по пројекту А. Ј. Шчербакова, на основу типа И-15 којег је 1932. пројектовао Николај Поликарпов, задржавајући све што је било добро на авионима И-15 и И-15бис, побољшавајући перформансе снажнијим моторима. Прототип је имао први лет 1938. и добио је ову ознаку да би се означио јасан помак у поређењу са претходником. Првобитно је коришћен радијални клипни мотор М-25В, који није обезбеђивао потребну брзину пењања, те је убрзо замењен моћнијим мотором М-62, а касније још снажнијим М-63 који је развијао 820 kW. Серијска производња је започета почетом 1939. године, а већ крајем пролећа уведени су у наоружање Црвене армије. С обзиром на необичну површину горњег крила грађеног у облику „Галебовог“, пилоти су му врло брзо дали надимак "Чајка", односно „Галеб".

## Оперативна употреба
Авион је имао велики успех у зимском рату 1939—1940, када су Финци користили конфисковане авионе против његових ранијих власника. Ови авиони које су Немци заробили и продали Финцима су успешно пркосили совјетској супериорности у ваздуху. Авиони су на страни совјета раније учествовали у борбама против Јапана у Кини, где су се исто показали као успешни. Варијанта са звездастим радијалним клипним мотором М-63Р, који је развијао 1100 коњских снага и постизала максималну брзину од 430 km/h је прилично изнанадила Јапанце приликом окршаја на граници Монголије, у лето 1939. године. Јапански једнокрилни авиони су били у фази изградње, те је маневарска способност И-153 била далеко испред њих. Пред крај оперативне употребе, 1944. године, ове авионе су совјети користили само за директну подршку артиљерије и пешадије, а неке преостале примерке су користили као школске авионе за обуку пилота.

## Варијанте
Укупно је било произведено 6 578 ових ловачких авиона, рачунајући 733 примерка И-15, 2 408 типа И-15бис и 3 437 примерака типа И-153. Ова последња варијанта се показала више него дораслом свему што су имали Јапанци 1939. и Финци 1940. године. И-153 је још увек био заступљен у великом броју у време немачког напада у јуну 1940. и значајну су одиграли, у рукама најбољих совјетских пилота.
- И-153 - са М-25Б мотором преузетим са И-15бис, као и систем увлачећих стајних органа - први произведени примерци.
- И-153БС - са М-62 мотором, са једним паром митраљеза Березин. Велика серијска производња.
- И-153П - са М-62 - као и претходни. Уместо пара Березина, пар Швак синхроних митраљеза. Серијска производња.
- И-153ГК - са М-63ТК мотором. Са турбокомпресором и затвореном пилотском кабином под притиском. Експериментални.
- И-153ГК - са два набојно млазна мотора Меркулов ДМ-4. Један примерак, експериментални тип.
- И-153ГК - са мотором М-88.[1]

## Корисници
- Народна Република Кина
- Финска
- Трећи рајх
- Совјетски Савез